# Печников, Александр Валентинович
Александр Валентинович Печников (10 октября 1958, Майкоп — 28 мая 1995, Омск) — советский, российский военный деятель, Герой Российской Федерации (1995). Участник боевых действий на территории Чечни в период первой военной кампании. Офицер Главного разведывательного управления Генерального штаба Вооруженных сил России. Подполковник.

## Биография

### Ранние годы
Александр Печников родился 10 октября 1958 года в Майкопе Адыгейской автономной области Краснодарского края РСФСР СССР (ныне Адыгея).

### Служба в армии
Выпускник Омского высшего танкового командного училища. Участник боевых действий на территории Чечни в период первой военной кампании.

### Подвиг
28 мая 1995 года офицер ГРУ подполковник А. Печников находился в составе оперативной группы Главного разведывательного управления, возглавляемой заместителем начальника ГРУ генералом Валентином Корабельниковым.
В выезде на спецоперацию группа попала в засаду дудаевцев, понесла потери, генерал Корабельников получил несколько пулевых ранений. Тяжелораненый подполковник Александр Печников был сброшен разрывом с брони бронетранспортёра на землю, но, несмотря на ранение и контузию, открыл ответный огонь по боевикам. Он отвлёк их внимание на себя, обеспечив выход остальных военнослужащих из-под огня. Сохранив жизнь нескольким десяткам солдат, сам Печников в том бою погиб.
Звание Героя России подполковнику Александру Печникову было присвоено Указом Президента РФ от 17 июля 1995 года за мужество и героизм, проявленные при выполнении специального задания в Северо-Кавказском регионе (посмертно).
Похоронен Герой в Омске, на мемориальном Старо-Северном кладбище.

## Награды
- Герой Российской Федерации (17 июля 1995; медаль № 186)
- Орден Мужества
- Юбилейная медаль «60 лет Вооружённых Сил СССР» (28 января 1978[1])
- Юбилейная медаль «70 лет Вооружённых Сил СССР» (28 января 1988[2])
- Медаль «За безупречную службу» II степени
- Медаль «За безупречную службу» III степени

## Память
- На могиле Героя установлен надгробный памятник
- Герой России, выпускник Омского высшего танкового командного училища подполковник Александр Печников приказом Министра обороны РФ был навечно зачислен в списки личного состава этого подразделения
- В городе Омске были установлены две мемориальные доски в честь А. В. Печникова: на доме № 15 б по Иртышской набережной, в котором он жил, и на здании гимназии № 115, которую он окончил
- В 1997 году его именем была названа улица в Ленинском округе города Омска